# Vila da Ponte (Montalegre)
Vila da Ponte é uma povoação portuguesa sede da Freguesia de Vila da Ponte do Município de Montalegre, freguesia com 10,73 km² de área e 167 habitantes (censo de 2021), tendo, por isso, uma densidade populacional de 15,6 hab./km².

## Demografia
A população registada nos censos foi:
| Distribuição da População por Grupos Etários | Distribuição da População por Grupos Etários | Distribuição da População por Grupos Etários | Distribuição da População por Grupos Etários | Distribuição da População por Grupos Etários |
| -------------------------------------------- | -------------------------------------------- | -------------------------------------------- | -------------------------------------------- | -------------------------------------------- |
| Ano                                          | 0-14 Anos                                    | 15-24 Anos                                   | 25-64 Anos                                   | > 65 Anos                                    |
| 2001                                         | 27                                           | 36                                           | 121                                          | 71                                           |
| 2011                                         | 7                                            | 13                                           | 83                                           | 75                                           |
| 2021                                         | 7                                            | 8                                            | 71                                           | 81                                           |

## Localidades
A Freguesia é composta por 2 aldeias:
- Bustelo;
- Vila da Ponte.

## Património
- Igreja Matriz de Vila da Ponte;
- Capela de São Mamede, em Bustelo;
- Ponte medieval de Vila da Ponte